# Csávás István
Csávás István (Budapest, 1940. szeptember 18. –) magyar síelő, síugró, edző. Unokahúga: Csávás Andrea magyar bajnok, kilencvennyolcszoros válogatott kosárlabdázó.
Bátyja, Csávás László példáját követve, más csillagvölgyi gyerekekhez hasonlóan jelentkezett az Előre síszakosztályába, és Komlóhegyi Jánossal felvételt nyertek. Nevelő egyesületét csak bátyja kényszerű klubcseréje – behívták katonának – hagyta el. Első komolyabb sikerét új klubjában, a Budapesti Honvédban aratta. Pályafutása utolsó éveit az Újpesti Dózsában töltötte. Edzői voltak: Kővári Károly, Hemrich Ferenc, Rész Mihály és Csiszár István. 1958-ban ifjúsági, egy évvel később – nagy meglepetésre – felnőtt bajnoki címet szerzett. Ugyanebben az évben a korosztályos bajnokságban csak második volt. Egykori klubtársa, Dózsa Tibor emlékére első alkalommal, 1960-ban megrendezett versenyen 67,5 méterre javította a mátraházi sánc rekordját. A versenyben ennek ellenére fél pont hátránnyal csak a második lett.
Fivérével együtt 17 bajnoki címet szereztek. A munkában is követte a családi tradíciót: ő is közel négy évtizedet dolgozott a Magyar Optikai Művekben.

## Magyar bajnoki címei
- Síugrás
  - Középsánc. Egyéni:  1959; Csapat: 1962;
  - Részletesen →  Síugrás. Magyar fejezet
- Északi Összetetett
  - Egyéni: 1963; 1964; Csapat: 1964; 1969; 1974
- Részletesen →  Síugrás. Magyar fejezet; Síugró magyar bajnokok listája